# Calamus lacciferus
Calamus lacciferus là loài thực vật có hoa thuộc họ Arecaceae. Loài này được Lakshmana & Renuka mô tả khoa học đầu tiên năm 1990.